# Tervola
Tervola je obec ve finském Laponsku.
Počet obyvatel obce v roce 2003 byl 3 729. Rozloha obce je 1 529,02 km² (31,36 km² připadá na vodní plochy), hustota zalidnění je 2,4 obyvatel na km².
Jediným jazykem obce je finština.